# Battaglia di Ashdown
La battaglia di Ashdown, nel Berkshire (forse parte dell'attuale Oxfordshire), si svolse l'8 gennaio 871. Alfredo il Grande, allora semplice principe ventunenne, guidò l'esercito Sassone occidentale del fratello, re Etelredo, in una vittoriosa battaglia contro gli invasori Danesi.

## Ordine di battaglia
I Sassoni occidentali avevano un vantaggio numerico (circa 800 - 1000 uomini) ma i Danesi controllavano il territorio. La battaglia fu poco più di una schermaglia, e terminò con una vittoria di Alfredo. In ogni caso non si trattò di uno scontro decisivo. Fu una vittoria di Pirro: molti uomini perirono su entrambi i fronti, ed in seguito i Danesi riuscirono a vincere numerose battaglie senza bisogno di rinforzi. In ogni caso la dura lotta potrebbe aver costretto i Vichinghi ad una maggiore attenzione nei loro raid nel Wessex, facendo loro preferire obiettivi più semplici.

## Prima della battaglia
I Danesi, con il morale sollevato dal successo di Reading, marciarono verso ovest per attaccare i Sassoni che si erano ritirati nel Berkshire Downs per riorganizzarsi. Alfredo avrebbe dovuto agire velocemente per evitare disastri. Le truppe reali dovevano radunarsi nelle vicinanze senza perdere tempo. Alfredo montò la sua cavalla bianca preferita verso Blowingstone Hill (vicino a Kingston Lisle), dove si trovava un'antica pietra chiamata 'Pietra Soffiante'. Chiunque con le necessarie qualità avrebbe potuto generare un rombo in questa pietra, soffiando in uno dei suoi buchi. Alfredo prese un lungo respiro e soffiò forte. Un forte rombo corse nelle pianure. Da ogni punto del territorio gli uomini scesero dal letto sapendo che era giunto il momento di difendere le proprie case.

## Luogo
'Æscesdūn', o Ashdown, viene solitamente considerato l'antico nome delle Berkshire Downs. Non si sa esattamente dove i due eserciti si scontrarono, anche se si sa che fu vicino ad un pruno solitario. Di solito viene fatto coincidere con Thorn Down, a Compton (Berkshire), vicino ad East Ilsley che significa Luogo del conflitto. Gli ultimi studi suggeriscono un posto sulla Ridgeway tra Aldworth e Astons.
Secondo la teoria vittoriana gli uomini di Alfredo si riunirono in un posto oggi chiamato Alfred's Castle, vicino ad Ashdown House, Ashbury. Gli uomini di Etelredo si ritrovarono lì vicino, a Hardwell Camp, vicino a Compton Beauchamp. I Danesi nel frattempo raggiunsero Uffington Castle, dove si stabilirono. Il mattino dell'8 gennaio 871 i due schieramenti si incontrarono dove sorgeva un pruno solitario; albero che in passato potrebbe essere stato venerato dai druidi. Gli eserciti si disposero su doppia fila. I Danesi erano comandati dai loro re, Bagsecg e Halfdan Ragnarsson e cinque conti. Etelredo ed Alfredo guidavano invece i Sassoni. Qui attesero, irridendosi e insultandosi a vicenda. Alfredo voleva affrontare il nemico, ma Etelredo decise di occupare il tempo pregando per la vittoria. Lasciò il campo di battaglia per recarsi presso la piccola chiesa di Aston (Tirrold o Upthorpe) e, nonostante l'insistenza di Alfredo, non ritornò prima della conclusione del prete. Il giovane principe dovette prendere una decisione: aspettare il ritorno del fratello o iniziare da solo. Le truppe erano impazienti. I Danesi avevano già occupato una posizione vantaggiosa, su un terreno rialzato. Nonostante la mancanza del fratello, Alfredo diede l'ordine di caricare.

## Conseguenze
I Sassoni prevalsero ma vi furono ingenti perdite su entrambi i fronti. I Danesi furono ricacciati verso est, attraverso il Berkshire. Re Bagsecg e i cinque conti morirono.
Secondo la tradizione locale del Berkshire re Bagsecg sarebbe stato sepolto a Waylands Smithy, i conti ed altri nobili nei pressi di Lambourn, a Seven Barrows. Sembra comunque trattarsi di errori, dato che Seven Barrows risale all'età del bronzo e Waylands Smithy al Neolitico.

## La battaglia nella finzione
- Alfredo riflette ricordando la battaglia nel libro IV della Ballata del Cavallo Bianco di Chesterton.
- C'è una descrizione della battaglia nel The King of Atheleny, opera del romanziere storico Alfred Duggan. Vi è una dettagliata descrizione anche in The Namesake, romanzo giovanile di Cyril Walter Hodges. Nel Tom Brown's Schooldays si racconta di una visita al campo di battaglia.